# Calcés
En náutica, el Calcés (Espiga, ant. Garcés) es el pedazo de palo o mastelero que media entre el asiento de los baos y el tamborete. (fr. Ton; ing. Head; it. Capo) 
En aquel tiempo, se daba a esta parte del palo una figura particular con algunas piezas que se le unían, haciéndolo ochavado y más grueso en el tope que en el arranque desde los baos o cofa y formándole una teja o canal por la cara de proa para ajustar contra ella el mastelero.